# アラビアプレート

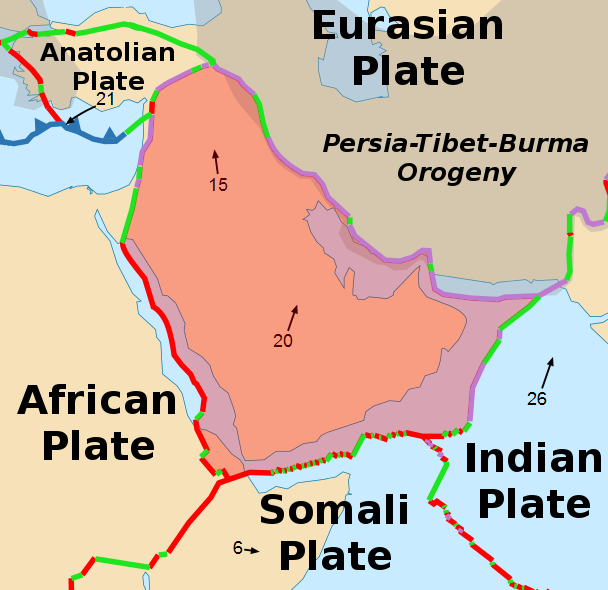
アラビアプレート

濃い黄色がアラビアプレート

アラビアプレート（Arabian Plate）は、アラビア半島とその周辺部の地殻及びマントル上方のリソスフェアを形成する大陸プレートである。

## 歴史
白亜紀以降、アフリカの大地溝帯の活動によってアフリカプレートから分裂してできた。
北東に行くほど標高が低くなっており、プレートのほぼ全体が北東方向に傾いたアラビア卓状地を形作っている。

## 周辺のプレートとの関係
シリア・トルコ国境付近から、イランの西端部、ペルシャ湾のイラン沿岸部、パキスタン沿岸のアラビア海までは衝突型境界である。相対的にアラビアプレートがユーラシアプレートに沈み込むような形で衝突しており、トルコのアナトリア高原やイランのザグロス山脈など、大規模な山脈の隆起を促している。
パキスタンのカラチ付近からソマリア沖のソコトラ島にかけての約1,000kmでインドプレート、またソコトラ島からジブチの東方沖までの約1,500kmでアフリカプレートの支プレートであるソマリアプレートと接し、衝突型境界やトランスフォーム断層となっている。
ジブチからシナイ半島南端までは海嶺となっている。また、エリトリア・ジブチ・エチオピアにまたがるアファール盆地では陸上でありながら海嶺のようにプレートが拡大し続けている。また、ソコトラ島付近でもプレートが両側に拡大している。アファール盆地はアフリカ・ソマリア・アラビアプレートの三重点となっており、それより北ではアフリカプレートと接している。
シナイ半島南端からアカバ湾、死海、ヨルダン渓谷、ガリラヤ湖、レバノン、シリア西部にかけてはアフリカプレートと接しており、大きな地溝帯を形成している。

## 地震
- トルコの地震一覧
- コーカサス地域の地震一覧
- イランの地震一覧